# Gona
Els Gona foren uns reis feudataris dels Kakatiyes que van governar a Vardhamanapuram (Vardhamanapur) al segle xiii. Els principals membres de la família foren Gona Budhareddy i el seu fill Gona Gannareddy (1262-1296) que foren lleials als Kakatiyes. Aquest darrer va guanyar diverses batalles (es diu que en totes en les que va participar) i va conquerir Raichur on va construir un fort. El regne és esmentat com Vardhamana o Vaddemani per la seva capital.
La capital estava situada a Vardhamanpuram (Vaddemin al mandal de Bijinapally) i també dominaven a Budapuram (Bhoothpur).

## Història
Sota Pratapa Rudra I Kakatiya (vers 1158–1195) l'autoritat dels coles de Kandur havia quedat reduïda a Panagallu i Devarakonda. Els coles van abandonar Vardhamanapur que Rudradeva va concedir a Gona Budharaja (autor del Ranganatha Ramayana). A la mort de Gona Budharaja el va succeir el seu fill Gona Ganna Reddy, amb capital a Vardhamanapur; s'esmenta també al seu germà petit Vithala Narendra, probablement associat al govern. Junts van reconquerir les regions d'Adavani i Tumbula que havien estat conquerides pels reis iadaves, i van ocupar les regions entre els rius Krishna i Tungabhadra; van conquerir regions del sud d'Andhra i ho van incorporar tot al regne Kakatiya. Gona Ganna Reddy hauria mort vers 1245-1246 i el va succeir la seva germana Kuppambika amb el seu marit Gunda Danda Dheesa de la família de Malyala que va fer una inscripció al principi del seu govern; una nova inscripció està datada el 1259 i encara una tercera el 1276.
El rei Kakatiya Ganapati (1199-1260/62) que regnava a Orugallu, estava en guerra amb altres regnes. Esperava un fill de la seva esposa, fill que havia de ser l'hereu, però l'esposa va donar a llum a una nena i el rei va simular que aquesta filla era un nen al que va anomenar Rudra (Rudrama). A la mort de Ganapati, Rudra (vers 1260) va reconèixer que era una dona i es va presentar com Rudrama Devi (1261–1295), reclamant el tron. Molts nobles i altres regnes es van oposar al govern d'una dona però uns caps locals (reddy), els Gona, li van donar suport. Els Gona foren dels seus més ferms partidaris i la van ajudar a triomfar i regnar (vers 1260/1262 a 1289/1295).
Gunda Dandadheesa va morir abans que Rudrama Devi. La seva vídua Kuppambika va construir el temple de Gundeswara el 1276 (al que va donar el nom del seu difunt marit) i va emetre una inscripció en la que esmenta a Gona Vithala Reddy, germà petit de Gona Ganna Reddy, també feudatari dels kakatiyes.